# Campionati europei di atletica leggera 2010 - Marcia 20 km maschile

## Podio
| #       | Atleta           | Nazionalità | Tempo     |
| ------- | ---------------- | ----------- | --------- |
| Oro     | Alex Schwazer    | Italia      | 1h 20'38" |
| Argento | João Vieira      | Portogallo  | 1h 20'49" |
| Bronzo  | Robert Heffernan | Irlanda     | 1h 21'00" |

## Programma
| Data           | Ora   | Turno  |
| -------------- | ----- | ------ |
| 27 luglio 2010 | 08:00 | Finale |

## Record
Prima di questa competizione, il record del mondo (RM), il record europeo (EU) ed il record dei campionati (RC) sono i seguenti:
| Record                | Prestazione | Atleta                    | Data                                      | Competizione                                |
| --------------------- | ----------- | ------------------------- | ----------------------------------------- | ------------------------------------------- |
| Record mondiale       | 1h17'16     | Vladimir Kanaykin Russia  | 29 settembre 2007 Saransk, Russia         |                                             |
| Record europeo        | 1h17'16     | Vladimir Kanaykin Russia  | 29 settembre 2007 Saransk, Russia         |                                             |
| Record dei campionati | 1h18'37     | Paquillo Fernández Spagna | 6 agosto 2002 Monaco di Baviera, Germania | Campionati europei di atletica leggera 2002 |

## Risultati

### Finale
Martedì 27 luglio, ore 8:05 CEST.
| #       | Atleta              | Paese       | Tempo     | Note                                     |
| ------- | ------------------- | ----------- | --------- | ---------------------------------------- |
| Oro     | Alex Schwazer       | Italia      | 1h 20'38" |                                          |
| Argento | João Vieira         | Portogallo  | 1h 20'49" |                                          |
| Bronzo  | Robert Heffernan    | Irlanda     | 1h 21'00" |                                          |
| 4       | Giorgio Rubino      | Italia      | 1h 22'12" | Miglior prestazione personale stagionale |
| 5       | Andrey Krivov       | Russia      | 1h 22'20" | Miglior prestazione personale stagionale |
| 6       | Matej Tóth          | Slovacchia  | 1h 22'20" |                                          |
| 7       | Jakub Jelonek       | Polonia     | 1h 22'24" | Miglior prestazione personale stagionale |
| 8       | Juan Manuel Molina  | Spagna      | 1h 22'35" |                                          |
| 9       | Rafał Augustyn      | Polonia     | 1h 22'40" |                                          |
| 10      | Andriy Kovenko      | Ucraina     | 1h 22'43" | Miglior prestazione personale stagionale |
| 11      | Ruslan Dmytrenko    | Ucraina     | 1h 22'45" |                                          |
| 12      | Hervé Davaux        | Francia     | 1h 24'12" |                                          |
| 13      | Miguel Ángel López  | Spagna      | 1h 24'28" |                                          |
| 14      | Silviu Casandra     | Romania     | 1h 24'51" |                                          |
| 15      | Maik Berger         | Germania    | 1h 25'01" |                                          |
| 16      | Anton Kucmin        | Slovacchia  | 1h 25'12" |                                          |
| 17      | José Ignacio Díaz   | Spagna      | 1h 25'36" |                                          |
| 18      | Dawid Tomala        | Polonia     | 1h 25'50" |                                          |
| 19      | Jamie Costin        | Irlanda     | 1h 26'05" |                                          |
| 20      | Sérgio Vieira       | Portogallo  | 1h 27'07" |                                          |
| 21      | Ivan Losyev         | Ucraina     | 1h 27'12" |                                          |
| 22      | Arnis Rumbenieks    | Lettonia    | 1h 30'50" | Miglior prestazione personale stagionale |
| -       | Máté Helebrandt     | Ungheria    | NF        |                                          |
| -       | Ivano Brugnetti     | Italia      | NF        |                                          |
| -       | Ato Ibáñez          | Svezia      | SQ        |                                          |
| -       | Dzianis Simanovich  | Bielorussia | SQ        |                                          |
| -       | Stanislav Emelyanov | Russia      | SQ        |                                          |

Leggenda: SQ = squalificato; NF = ritirato.